# Rivière Audoin
Rivière Audoin är ett vattendrag i Kanada.   Det ligger i provinsen Québec, i den sydöstra delen av landet, 290 km nordväst om huvudstaden Ottawa. Rivière Audoin ligger vid sjön Lac Hunter's Point.
I omgivningarna runt Rivière Audoin växer i huvudsak blandskog. Trakten runt Rivière Audoin är nära nog obefolkad, med mindre än två invånare per kvadratkilometer.